# 賈秀全
賈 秀全（か しゅうぜん、ジャ・シュチュアン、Jiǎ Xiùquán、1963年11月9日 - ）は、中華人民共和国大連出身の元サッカー選手、サッカー指導者。1980年代の中国を代表するディフェンダー。AB型。

## 来歴
中国人民解放軍のサッカークラブ、八一足球隊で頭角を現し、1980年に中国代表に初招集される。1984年のアジアカップでは決勝で中国はサウジアラビア代表に敗れるも、賈秀全は得点王&大会最優秀選手に選ばれる。1988年ソウルオリンピックにも出場し、日本の本選出場を阻止した時のメンバーである。
1988年からはユーゴスラビアリーグのパルチザン・ベオグラードに移籍し、UEFAカップにも出場した。これは中国人として初めてのヨーロッパ三大カップ出場である。その後は怪我のために長期のリハビリを余儀なくされる。1991年、温暖な気候での療養も兼ねてマレーシアのクラブへ移籍。
1992年からは日本のガンバ大阪でプレーし、センターバック（スイーパー）で守備の要として活躍。ラモス瑠偉との小競り合いで退場となったシーンが有名であるが、それを含め1年で3度退場になっている（1993年7月10日サントリーシリーズ第17節vsヴェルディ川崎、同10月23日ナビスコカップ準決勝vs清水エスパルス、同11月13日NICOSシリーズ第12節vsサンフレッチェ広島）。
2019年まではJ1に所属した唯一の中国人プレーヤーだった（J2に所属した中国人選手はコンサドーレ札幌の徐暁飛、他にもJFL以下のカテゴリに中国人選手が出場した前例はある）。
ガンバ大阪を退団後引退し、監督業を開始。クラブや、年代別代表を率いた。
2007年は中国サッカー・スーパーリーグの河南建業、2008年より上海申花の監督を務めた。2010年1月に中国サッカー界の八百長問題に絡んで当局に拘束されたことが判明した。
2017年、河南建業監督を退任し、U19代表監督に就任。
2018年、サッカー中華人民共和国女子代表監督に就任した。

## 個人成績
| 国内大会個人成績 | 国内大会個人成績 | 国内大会個人成績 | 国内大会個人成績 | 国内大会個人成績 | 国内大会個人成績 | 国内大会個人成績 | 国内大会個人成績 | 国内大会個人成績 | 国内大会個人成績 | 国内大会個人成績 | 国内大会個人成績 |
| 年度             | クラブ           | 背番号           | リーグ           | リーグ戦         | リーグ戦         | リーグ杯         | リーグ杯         | オープン杯       | オープン杯       | 期間通算         | 期間通算         |
| 年度             | クラブ           | 背番号           | リーグ           | 出場             | 得点             | 出場             | 得点             | 出場             | 得点             | 出場             | 得点             |
| 日本             | 日本             | 日本             | 日本             | リーグ戦         | リーグ戦         | リーグ杯         | リーグ杯         | 天皇杯           | 天皇杯           | 期間通算         | 期間通算         |
| ---------------- | ---------------- | ---------------- | ---------------- | ---------------- | ---------------- | ---------------- | ---------------- | ---------------- | ---------------- | ---------------- | ---------------- |
| 1992             | G大阪            | -                | J                | -                | -                | 7                | 0                |                  |                  |                  |                  |
| 1993             | G大阪            | -                | J                | 25               | 0                | 2                | 0                | 0                | 0                | 27               | 0                |
| 通算             | 日本             | 日本             | J                | 25               | 0                | 9                | 0                |                  |                  |                  |                  |
| 総通算           | 総通算           | 総通算           | 総通算           | 25               | 0                | 9                | 0                |                  |                  |                  |                  |

## 代表歴
- U-20 中国代表
  - 1981年 FIFA U-20ワールドユース選手権
- 中国代表 1980-1993
  - 1984年 AFCアジアカップ
  - 1988年 ソウルオリンピック

### 試合数
- 国際Aマッチ 88試合 16得点（1983年-1992年）[3]

| 中国代表 | 国際Aマッチ | 国際Aマッチ |
| 年       | 出場        | 得点        |
| -------- | ----------- | ----------- |
| 1983     | 9           | 2           |
| 1984     | 21          | 4           |
| 1985     | 8           | 1           |
| 1986     | 13          | 0           |
| 1987     | 11          | 7           |
| 1988     | 8           | 1           |
| 1989     | 13          | 1           |
| 1990     | 0           | 0           |
| 1991     | 0           | 0           |
| 1992     | 5           | 0           |
| 通算     | 88          | 16          |

## 指導歴
- 1994年 - 1995年  八一足球倶楽部（監督）
- 1996年 - 1999年  陝西国力（監督）
- 1999年 U-17中国代表（コーチ）
- 2000年  上海申花（コーチ）
- 2002年  八一足球倶楽部（監督）
- 2003年 - 2004年 U-22/U-23中国代表（コーチ、監督）
- 2004年  上海申花（コーチ）
- 2005年 - 2007年 オリンピック中国代表（コーチ、監督）
- 2008年  河南建業（監督）
- 2008年 - 2009年  上海申花（監督）
- 2014年 - 2017年  河南建業
- 2017年 U-19中国代表（監督）
- 2018年 -  サッカー中国女子代表（監督）

## タイトル

### 選手時代
八一足球隊
- 中国嘉亜Aリーグ:2回（1981、1986）

パルチザン・ベオグラード
- ユーゴスラビアカップ:1回（1988-89）

個人
- 中国嘉亜Aリーグゴールデンボール:3回（1983、1984、1986）
- AFCアジアカップMVP:1回（1984）
- AFCアジアカップ得点王:1回（1984）